# Мечты (рассказ)
Мечты — рассказ Антона Павловича Чехова. Написан в 1886 году, впервые опубликован в 1886 году в газете «Новое время» № 3849 от 15 ноября с подписью Ан. Чехов.

## Публикации
Рассказ А. П. Чехова «Мечты» написан в 1886 году, впервые опубликован в 1886 году в газете «Новое время» № 3849 от 15 ноября с подписью Ан. Чехов, в 1887 году печатался в сборнике «В сумерках», в 1898 году выходил отдельным изданием Московского общества грамотности, включался в собрание сочинений писателя, издаваемом Адольфом Марксом.
При жизни Чехова рассказ переводился на венгерский, немецкий, польский, сербскохорватский и чешский языки.

## Критика
Критика высоко оценила рассказ. Положительные отзывы были от Д. В. Григоровича, А. С. Лазарева-Грузинского (Чехов в воспоминаниях, стр. 151).
В журнале «Наблюдатель» критики отмечали в рассказе мастерски описанную «характеристику бродяги, не помнящего родства».
К. К. Арсеньев считал рассказ «Мечты» образцом повествования, в которых Чехов является мастером, «избранная им тема не требует широкого развития, когда она укладывается легко и свободно в небольшую рамку». По его мнению "автору удалось воспроизвести мгновенные душевные настроения, понятные «без углубления в прошедшее действующих лиц, без всестороннего знакомства с ними». Сильной стороной в рассказе он увидел в описаниях природы: «Он обладает искусством олицетворять ее, заставлять ее жить точно человеческою жизнью…».
М. Белинский считал Чехова «русским Боккачио», поскольку его рассказы «Мечты», «Беспокойный гость», «Ведьма» и «Кошмар» «изобилуют нежными и грустными красками, обличающими в авторе не только наблюдателя, но и поэта, не только мыслителя, но и гуманного человека».

## Персонажи
- Андрей Птаха, сотский.
- Никандр Сапожников, сотский.
- Бродяга, беглый каторжанин, конвоируется в ссылку Сибирь, не помнит своего имени.

## Сюжет
Действие рассказа происходит поздней осенью на грязной дороге, по которой конвоируют бродягу на ссылку в Сибирь двое сотских. По пути между бродягой и сотскими затевается разговор. Бродяга не помнит своего имени. Это интригует сотского. Бродяга рассказывает о своем детстве, матери — своего отца он не помнит. В свое время он с матерью отравил барина мышьяком. Матери дали 20 лет, а ему, как пособнику (подавал барину стакан с отравой) — 7 лет каторги. Потом он был в бегах и откровенно рассказывает об этом сотским.
Бродяга не боится Сибири. Он говорит: «Сибирь — такая же Россия, такой же бог и царь, что и тут, так же там говорят по-православному, как и я с тобой. Только там приволья больше и люди богаче живут». Он мечтает о рыбалке, живо рассказывает о тонкостях рыбной ловли: "Страсть, сколько я на своем веку рыбы переловил!", считает жизнь в Сибири вольной. Сотские представляют картины вольной жизни, которой они никогда не жили и говорят бродяге, что по состоянию здоровья, он скорее всего не дойдет до места ссылки.